# Brummbär
El Sturmpanzer IV (també conegut com a Sturmpanzer 43 o Sd. Kfz. 166) era un vehicle blindat de suport a infanteria basat en el xassís del Panzer IV utilitzat durant la Segona Guerra Mundial. Era conegut amb el sobrenom de Brummbär (ós grizzly) donat per la intel·ligència aliada, un nom que no utilitzaven els alemanys.

## Desenvolupament
El Sturmpanzer IV va ser un desenvolupament del tanc Panzer IV i dissenyat per proporcionar suport amb foc directe a la infanteria, especialment en zones urbanes. Els vehicles anteriors com el StuG III no eren completament adequats per a aquesta tasca i, per tant, es va decidir a començaments de 1942 el disseny d'un nou vehicle.
El resultat va ser el Sturmpanzer IV, que usava un xassís del Panzer IV amb una nova superestructura fixa que contenia un canó Sturmhaubitze (StuH) 43 L/12 de 150 mm. El disseny original del Sturmpanzer IV sofria una sèrie d'errors, que van ser solucionats gradualment durant el procés de producció. Els errors més importants eren el seu pes extrem i el retrocés del canó StuH 43, que sobrecarregava el xassís del Panzer IV. A més, els primers vehicles sofrien errors en la transmissió i motors poc potents.
Un altre defecte important va ser l'absència d'una metralladora el que feia fàcil l'atac de la infanteria enemiga al vehicle en distàncies curtes. Els primers Sturmpanzer IV portaven subfusells MP40 en el seu interior, que es podia disparar a través de ranures laterals en la superestructura.
L'octubre de 1943 es va decidir que la supestructura del Sturmpanzer IV així com el canó StuH 43 necessitaven ser redissenyats per solucionar aquests problemes. Es va fabricar una nova versió del canó StuH 43 més lleuger, el StuH 43/1 L/12, que seria utilitzat a partir de la segona sèrie de producció. Una nova superestructura va ser afegida a mitjan 1944, més lleugera i que portava una metralladora MG34 en la part frontal.

## Producció i entrada en combat

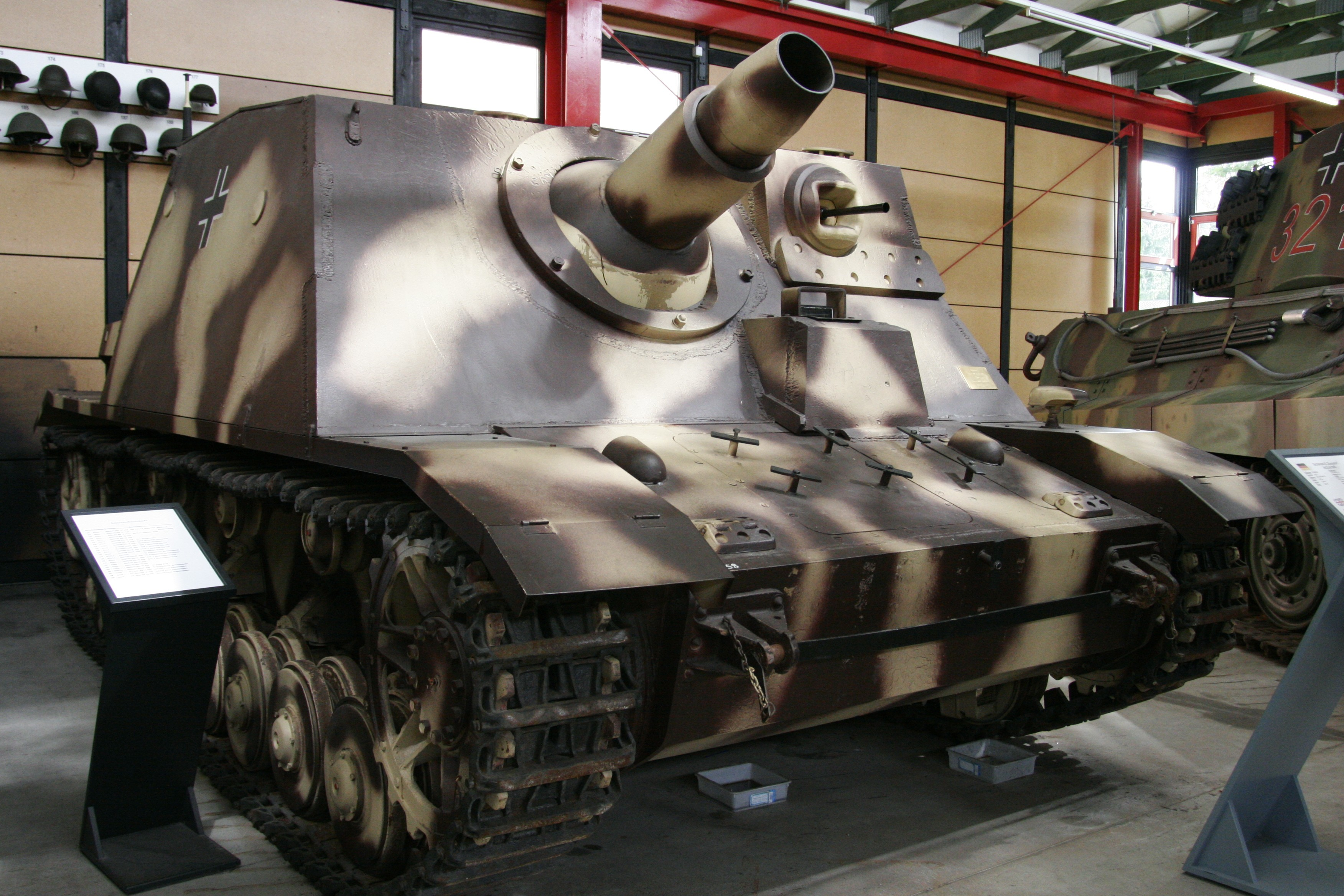
Un Sd.Kfz. 166 Sturmpanzer IV en model tardà (reconeixible pel seu cos de metralladora), exposat al Munster Panzermuseum, a l'Alemanya.

La producció va començar el maig de 1943 i va continuar fins a març de 1945. Es van construir un total de 298 unitats en quatre sèries. La primera va utilitzar xassís nous del Panzer IV, però a partir de la segona es van utilitzar Panzer IV Ausf. F, G i H reconstruïts.
Els Sturmpanzer IV van veure acció per primera vegada en el Front Oriental, amb importància en la batalla de Kursk, el front occidental i Itàlia. Després d'alguns problemes en els primers models de producció, el Sturmpanzer va demostrar ser un excel·lent vehicle de suport.